# Lennart Frisk (1918)
Karl Anton Lennart Frisk född 6 februari 1918 i Malmö, död 26 april 1991, var en svensk målare, tecknare och grafiker.
Lennart Frisk var målare, tecknare, grafiker och skulptör. Han är främst känd för sina landskapsmotiv från bland annat Bornholm, Skåne och Frankrike men han gjorde även abstrakt konst. Frisk studerade i Göteborg vid Slöjdföreningens skola och Valands konstskola samt vid Académie de la Grande Chaumière i Paris. Han debuterade med en separatutställning på God Konst i Göteborg 1948 och hade ett antal separatutställningar i Stockholm, Göteborg, Malmö, Helsingborg, Lorensbergs konstsalong, Höganäs Museum och Konsthall, Maison des Beaux-Arts i Paris etc. Han deltog även i många samlingsutställningar med Arildsgruppen och Konstnärernas Samarbetsorganisation (KSO) och till exempel Då och nu – Svensk grafik 1600–1959 i Stockholm 1959, Ung grafik i Lunds konsthall 1959, Nordiska Grafikunionen på Liljevalchs konsthall 1960, Grafica V + VI i Lund 1961+1963, Grafiska sällskapet, Stockholmssalongen 1961 och 1964, Nationalmuseum 1965, Skånes konstförening 1959–1982. Under sina sista 30 år som verksam konstnär blev han främst uppmärksammad för sin grafik.
Frisk gifte sig 1954 med restauranggrundaren och keramikern Rut Lundgren (1918–1980) och tillsammans var de bosatta på Kullahalvön i Skåne. Efter giftermålet med började han signera sina verk med Lennart Frisk, Skäret. Han var medlem i KRO och Göteborgs Konstnärsklubb. Makarna Frisk är begravda på Brunnby kyrkogård.
Han är representerad bland annat vid Nationalmuseum, Malmö konstmuseum, Helsingborgs stadsmuseum, Eskilstuna museum och i H.M. Konungens samlingar. Han har gjort offentliga verk som Lekskulptur Tre K på Fredriksdal i Helsingborg 1965–1966 och skulpturgruppen Alla mina hästar för bostadsområde i Örkelljunga 1966–1967.